# Nya lärarinneseminariet

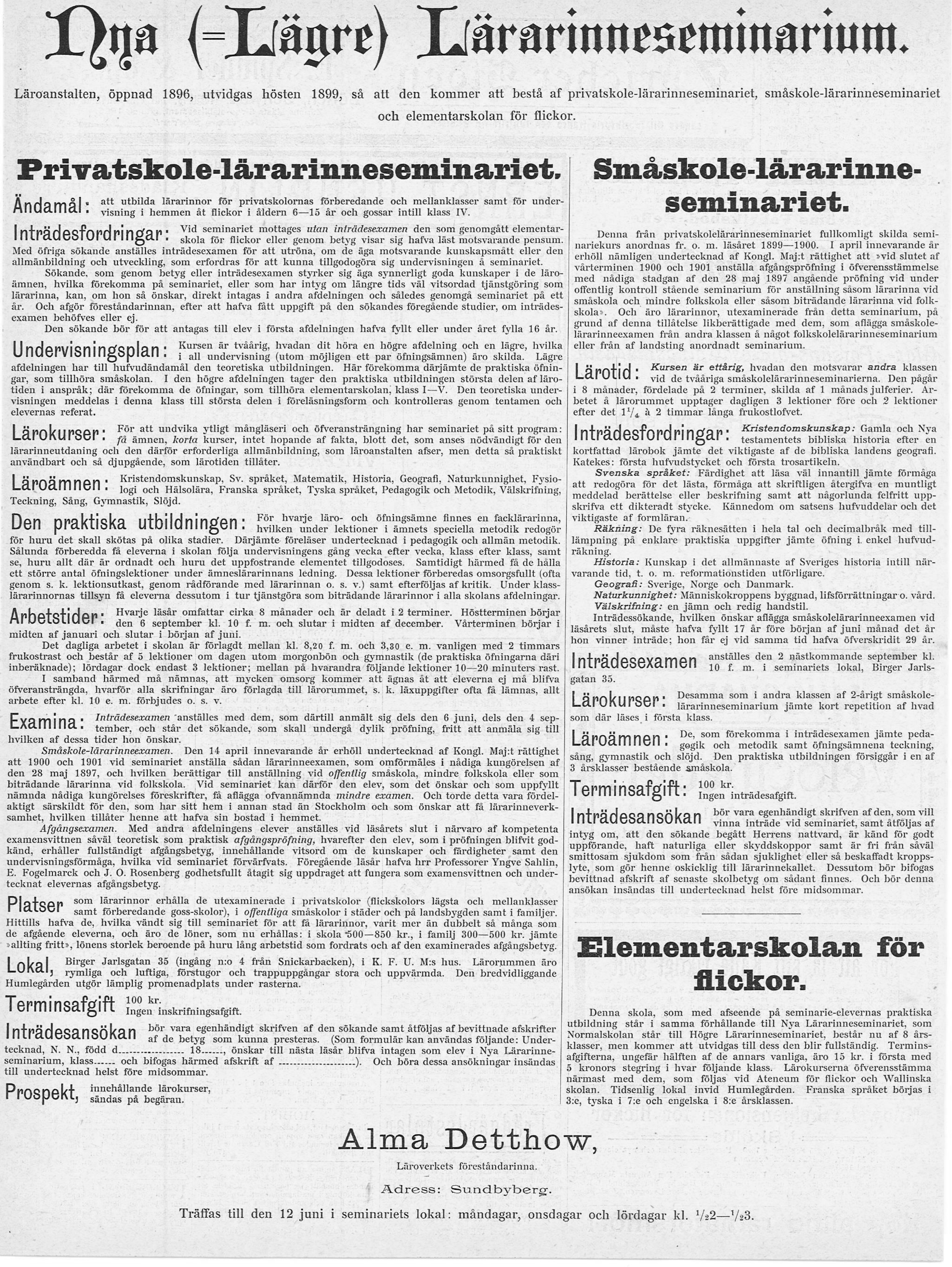
Annons i tidningen Idun 1899

Nya lärarinneseminariet var 1896–1912 ett seminarium i Stockholm.
Det grundades 1896 av reformpedagogen Alma Detthow som första privata seminarium i landet. Det var tvåårigt med avsikten att utbilda lärarinnor för förberedande klasser samt för de fyra–fem första elementarklasserna och förestods under hela verksamhetstiden av Detthow. Samma år grundades Detthowska skolan, vilken fungerade närmast som en övningsskola för seminariet. Seminariet delade lokal med skolan på Birger Jarlsgatan 35 i KFUM:s hus.
Privatseminariet fyllde vid tiden för dess grundande ett känt behov, men sedan flera privata seminarier uppstått och då flickskolans snabba tillväxt medförde lokalbrist, nedlades seminariet 1912. Totalt utexaminerades omkring 220 elever.